# Mariakapel (Leveroy, Liesjeshoek)
De Mariakapel of in de volksmond Op Hei's kapelletje is een kapel in Leveroy in de Nederlandse gemeente Nederweert. De kapel staat aan de straat Liesjeshoek op de hoek met de Heerbaan ten zuiden van het dorp. Op ongeveer anderhalve kilometer naar het westen staat een tweede Mariakapel en op ruim 250 meter naar het noordwesten staat de Sint-Servaaskapel.
De naam van de kapel, Op Hei's kapelletje, verwijst naar de toe behorende nabijgelegen boerderij met de naam Op Hei die gelegen is op het grondgebied van Heythuysen.
De kapel staat onder een grote treurwilg en is gewijd aan de heilige Maria.

## Geschiedenis
In 1750 stond er hier waarschijnlijk reeds een kapel, maar stond er zeker al in de Franse tijd (1795-1813).
Op 17 augustus 1975 werd het 18e-eeuwse beeldje overgebracht naar de Sint-Barbarakerk en kreeg de kapel in de plaats daarvan een ander Mariabeeldje.
Op 1 april 1986 werd de kapel verwoest doordat er een auto dwars doorheen gereden was, waarna de kapel werd herbouwd.

## Gebouw
De bakstenen kapel is opgetrokken op een rechthoekig grondplan en wordt gedekt door een verzonken zadeldak met zwarte pannen. De kapel heeft geen vensters en geen steunberen. De achtergevel en de frontgevel zijn een puntgevel met verbrede aanzet en schouderstukken. In de frontgevel bevindt zich de segmentboogvormige toegang van de kapel die wordt afgesloten met twee van tralievenster voorziene groen geschilderde houten deuren.
Van binnen is de kapel wit gestuukt en wordt ze overwelft foor een tongewelf. Tegen de achterwand is het altaar gemetseld dat eveneens wit gestuukt is en voorzien is van een altaarblad bestaande uit donkere tegels. Op het altaar staat een Mariabeeldje, dat de heilige toont in een biddende houding met haar handen samengevouwen, staand op een maansikkel (symbool voor kuisheid) en tegelijk een slang (symbool voor het kwaad, overwinning van de zonde) vertrapt.